# Signe Timmermann Clausen
Signe Timmermann Clausen (født 20. november 2003) er en dansk fodboldspiller, der spiller for Fortuna Hjørring og U/17-landsholdet. Hun har tidligere spillet på U/16-landsholdet.